# Erik Høgh-Sørensen
Erik Høgh-Sørensen (født 1964 Skærvad v. Grenå) er journalist, kommunikatør og politiker. Han indtrådte som byrådsmedlem i Hjørring Kommune fra 1. januar 2022 og var inden da medlem af Regionsrådet i Region Nordjylland fra 2018 til udgangen af 2021. Han var medlem og aktiv i Dansk Folkeparti fra 2015, indtil han i marts 2022 blev ekskluderet. I dag repræsenterer han Vendelbo-Listen i Hjørring Byråd.

## Journalist
Erik Høgh-Sørensen er opvokset på Djursland og siden uddannet i journalistik og international politik fra San Francisco State University fra 1988 til 1993, hvorefter han arbejdede ved amerikanske medier, bl.a. Associated Press. Dernæst var han journalist på Ritzau fra 1994 indtil 2009. Fra 2004 til 2009 var han Ritzaus EU-korrespondent i Bruxelles. Han fik Kristian Dahls Mindelegat (også kaldet Den lille Cavlingpris) i 2000 for over en årrække at afsløre en række nazistiske krigsforbrydere fra Besættelsen, herunder Søren Kams arbejde som leder af Schalburgskolen.
Fra 2009 til 2016 arbejdede Høgh-Sørensen i Mærsk, fra 2011 som kommunikationschef i en Mærsk-division. Fra 2014 har han været medejer af et konsulentfirma.

## Politisk karriere
Høgh-Sørensen var aktiv i Dansk Folkeparti fra 2015, indtil han i marts 2022 blev ekskluderet fra partiet, blandt andet fordi han sammen med ni andre personer havde anmeldt Morten Messerschmidt og tre andre DF-medlemmer til politiet for at ignorere en henvendelse om påståede ulovligheder i partiets lokalafdeling i Hjørring..

### Regionsrådsmedlem
I valgperioden 2018-2022 var Høgh-Sørensen regionsrådsmedlem i Region Nordjylland.
Som regionspolitiker advarede Erik Høgh-Sørensen ved flere lejligheder om, at supersygehusbyggeriet i Aalborg ikke ville overholde sine budgetter. Dette kom til at holde stik.
I 2021 stemte han som det eneste regionsrådsmedlem imod det nordjyske regionsbudget for 2022, fordi han fandt budgettet uansvarligt. Han gik dermed imod DF-gruppens linje, og ifølge DR ønskede Morten Messerschmidt på den baggrund i efteråret 2021 at ekskludere Høgh-Sørensen fra Dansk Folkeparti.

### Byrådsmedlem
Ved kommunalvalget 2021 stillede Høgh-Sørensen op i Hjørring Kommune for DF og blev valgt med 699 personlige stemmer – hvilket var femteflest i kommunen og dermed et af de bedste DF-resultater i Nordjylland ved det valg. Efter eksklusionen fra Dansk Folkeparti repræsenterede han UFP-listen i byrådet. I november 2024 meddelte han, at han til det kommende kommunalvalg i 2025 ville stille op for Vendelbo-Listen.

### Internt i Dansk Folkeparti
Høgh-Sørensen var medlem af Dansk Folkepartis hovedbestyrelse fra 2019 til 2021. Han blev ikke genvalgt ved partiets hovedbestyrelsesvalg i september 2021.
Høgh-Sørensen stillede op som en af oprindelig fire kandidater til formandsvalget for Dansk Folkeparti 23. januar 2022, men trak sit kandidatur tilbage fem dage før valget. Hans begrundelse var, at han ikke ville øge Messerschmidts chance for at blive valgt ved at splitte stemmerne på andre kandidater.

### Politiske synspunkter
Høgh-Sørensen har EU-modstand som et af sine politiske hovedpunkter. Op til DF's formandsvalg i januar 2022 argumenterede han for at partiet skulle kræve en folkeafstemning om Danmarks EU-medlemskab senest i 2025.

## Dom for ulovlig videregivelse af private oplysninger
I september 2021 blev Høgh-Sørensen idømt en bøde på 7500 kr. ved Retten i Hjørring for på Twitter ulovligt at have videregivet ("retweetet") oplysninger om en person, som var indblandet i en voldssag, der er kendt som "kys-min-fod"-sagen fra Sønderborg. Høgh-Sørensen nægtede sig skyldig og ankede dommen til Landsretten, som stadfæstede den.

## Bøger
Høgh-Sørensen har skrevet flere dokumentarbøger, bl.a. titlerne "Mod vinden - Danmarks plads i Europa"; "Forbrydere uden straf - nazisterne der slap fri" og "Drabet på Clemmensen og historien om Søren Kam".